# Los Solidarios
Los Solidarios va ser un grup anarquista armat fundat el 1922 com a resposta a la guerra bruta i el pistolerisme iniciats per sectors patronals i governamentals contra el Sindicat Únic. Va succeir un grup anterior anomenat Los Justicieros. També fou conegut per altres noms com ara Crisol i Nosotros.

## Història
Integrat per anarcosindicalistes (entre d'altres Buenaventura Durruti, Joan García Oliver, Francisco Ascaso, Antoni Ortiz Ramírez, Gregorio Jover Cortés i Antonio Martín Escudero), van muntar una xarxa per a compra i dipòsit d'armes amb les quals s'atemptava contra elements del Sindicat Lliure patronal. Se li atribueixen atracaments a bancs com el del Banc d'Espanya (setembre de 1923) i l'assassinat de l'arquebisbe de Saragossa cardenal Juan Soldevila y Romero (1923). Després d'aquests fets Durruti, Ascaso i alguns altres membres fugiren a França primer i després a Llatinoamèrica, on se'ls imputen més atracaments. Retornats a França van viure a la clandestinitat després de ser acusats d'intentar assassinar el rei Alfons XIII en una visita a París i expulsats del país, per passar a Bèlgica on els seria permesa finalment la residència. Aquesta situació durà fins a la proclamació de la Segona República Espanyola (1931), en què alguns dels membres, que ja havien pogut retornar a Catalunya fundaren el grup Nosotros, amb posicions més radicals que les de la Federació Anarquista Ibèrica.
Es conserva una gravació sonora d'un discurs de Joan García Oliver on qualifica els membres del grup, incloent-se ell mateix, com "els millors terroristes de la classe treballadora" (1937) els que millor podien retornar cop per cop el terrorisme blanc contra el proletariat" com els assassinats de Salvador Seguí o Francesc Layret per part de la patronal.

## Membres del grup
- Francisco Ascaso, cambrer
- Ramona Berni i Toldrà teixidora
- Eusebi Brau, ferrer
- Manuel Campos, fuster
- Buenaventura Durruti, mecànic i ajustador
- Aurelio Fernández Sánchez, mecànic
- Joan García Oliver, cambrer i paleta
- Miguel García Vivancos, obrer portuari, pintor i xofer
- Gregorio Jover Cortés, fuster
- Júlia López Mainar, cuinera
- Alfonso Miguel, ebenista
- Pepita Not, cuinera
- Antoni Ortiz Ramírez, fuster
- Ricardo Sanz García, obrer tèxtil
- Gregorio Suberviola Baigorri, maquinista
- María Luisa Tejedor, modista
- Rafael Torres Escartín, forner
- Antonio El Toto, jornaler